# Juozas Budraitis
Juozas Stanislavas Budraitis (en lituanien : Juozas Budraitis) est un acteur de théâtre et de cinéma soviétique et lituanien, né le 6 octobre 1940 dans le petit village de Lipinaï, dans le district de Kelmė, en RSS de Lituanie. Il est Artiste du peuple de la République socialiste soviétique de Lituanie en 1982.

## Biographie
Juozas Budraitis naît dans un milieu paysan. Ses parents déménagent en 1945 à Klaipėda, et à Chvekchna (lituanien : Švėkšna) en 1955. Très actif dans la vie de son école, Juozas sera tout de même exclu de son lycée, en seconde, pour hooliganisme. Il travaille alors comme charpentier à Klaipėda. Après avoir effectué son service actif dans l'armée soviétique, il entre à la Faculté de Droit de l'Université de Vilnius.
Sa carrière cinématographique débute en 1961 quand il joue dans un épisode du film Quand les rivières se rencontrent.
Étudiant en 3e année à l'université, le metteur en scène Vitautas Prano Jalakiavitchous l'invite à interpréter le rôle de Jonas dans le célèbre film Personne ne voulait mourir, dont Donatas Banionis est tête d'affiche. Ce film marque le début de la célébrité de Juozas.
Inscrit aux cours par correspondance de l'université (dont il sort diplômé en 1969), il joue dans de nombreux films, y compris à l'étranger. Il est acteur des Studios de cinéma lituaniens dès 1969, et porte-étendard de l'« école lituanienne » du cinéma. Il joue dans les films Les sentiments, Le quatrième, Avec et sans toi, L'inspecteur Goull, L'âge terrible, Le vol ou encore Le pécheur.
De 1976 à 1978 il suit les cours supérieurs de scénariste et metteur en scène de l'École d'État du cinéma de l'URSS, à Moscou. À la fin de sa formation, invité par son camarade de cours et principal metteur en scène du Théâtre dramatique d'État de la ville de Kaunas, Jonas Vaitkus, Juozas rejoint cette troupe de théâtre, avec laquelle il collabore jusqu'en 1988 et y tiendra des rôles importants.
Juozas abandonne la carrière de metteur en scène après l'échec que connait sa première réalisation, en 1982, La ville des oiseaux, d'après un récit de Iouri Olecha.
En 1996 il est nommé attaché culturel de l'ambassade de la république de Lituanie en Russie, et conseiller ministériel à l'ambassade.
Juozas Budraitis poursuit activement sa carrière d'acteur et apparaît dans des séries télévisées lituaniennes ou russes.

## Rôles au théâtre
- 1983 : Caligula, d'Albert Camus, mise en scène de Jonas Vaitkus
- 1985 : Richard II, de William Shakespeare, mise en scène de Jonas Vaitkus

## Filmographie
- 1965 : Personne ne voulait mourir (Niekas nenorėjo mirti) de Vytautas Žalakevičius : Jonas
- 1968 : Les Sentiments, 1968
- 1970 : Le Roi Lear (Король Лир) de Grigori Kozintsev : le roi de France
- 1972 : Le Quatrième (Четвёртый) de Aleksandr Stolper : Ben Crow
- 1974 : Inspecteur Gull (Инспектор Гулл), téléfilm d'après la pièce Un inspecteur vous demande de John Boynton Priestley
- 1977 : Les Orphelins (Подранки) de Nikolaï Goubenko : Aleksei Bartenev
- 1979 : La vie est belle (Жизнь прекрасна) de Grigori Tchoukhraï : Gomez
- 1981 : Faktas (Le Groupe sanguin zéro) d'Almantas Grikevičius : lieutenant Josef Chaknys
- 1982 : Le Riche et le Pauvre d'Arūnas Žebriūnas : Denton
- 1984 : Vozvrachtchenie s orbity (Возвращение с орбиты) d'Aleksandr Sourine (ru) : Pavel Kouznetsov
- 1985 : Bataille de Moscou (Битва за Москву) de Youri Ozerov : Richard Sorge
- 1989 : La Flûte de roseau (Месть, Mest) de Yermek Shinarbayev
- 2007 : Le Piège (Капкан), série télévisée de Vladimir Krasnopolski et Valeri Ouskov (ru)
- 2009 : L'Éclair noir (Чёрная молния) de Dmitri Kisseliov (ru) et Aleksandr Voytinskiy : Michael Elizarov

## Distinctions et récompenses
- Ordre de l'Amitié : le 23 octobre 2000
- Commandeur de l'Ordre du Mérite pour la Lituanie : le 19 février 2003
- Ordre de l'Honneur : 5 octobre 2010
- Commandeur Grand-croix de l'Ordre du Mérite pour la Lituanie : le 14 juin 2012
- Prix national de la culture et de l'art : 2013[2]